# Vieux-Turnhout
Ne doit pas être confondu avec Turnhout.
Vieux-Turnhout (en néerlandais : Oud-Turnhout) est une commune néerlandophone de Belgique située en Région flamande dans la province d'Anvers.

## Héraldique
|  | La commune possède des armoiries qui lui ont été octroyées le 13 janvier 1981. Ce sont celles de la famille Van der Beken-Pasteel, Petrus van der Beken-Pasteel ayant réussi à séparer le village d’Oud-Turnhout de Turnhout et à en faire une commune indépendante. Il est également devenu le premier bourgmestre de la nouvelle municipalité. Blasonnement : D'argent à trois lions de gueules, griffus et langués d'azur. (Traduction libre) Source du blasonnement : Heraldy of the World. |

## Géographie

### Communes limitrophes
|           | Ravels         |          |
| Turnhout  | Vieux-Turnhout | Arendonk |
| Kasterlee |                | Réthy    |

## Les Templiers et les Hospitaliers
Au XIIe siècle, l'alleu de Turneholt était une possession des seigneurs de Duffel. En 1187, Gérard de Duffel en fit don aux Templiers et cette donation fut confirmée la même année par Roger de Wavrin, évêque de Cambrai. Puis en 1212, Henri Ier de Brabant confirma aux Templiers la donation d'une ferme et d'un Bonnier de terre faite par Alvéric de Turnhout.
Au moment de la dévolution des biens de l'ordre du Temple, les biens templiers de Turnhout dépendaient de leur commanderie d'Oosterhout (La Braque) et ils y possédaient un tiers de la dîme. Au XIVe siècle les Hospitaliers de l'ordre de Saint-Jean de Jérusalem constituèrent une seule commanderie dans le Brabant, celle de Chantraine que l'on appelait également baillie d'Avaltere et dont dépendait leurs biens à Turnhout puis au XVIe siècle ils recréèrent la commanderie de la Braque avec deux membres rattachés à cette commanderie, leur maison du Vieux-Turnhout et celle de Rixel.

## Patrimoine architectural
- L'ancien prieuré de Corsendonk ensemble mi-gothique mi-renaissance, est en cours de restauration[7].

## Démographie

### Évolution démographique
Graphe de l'évolution de la population de la commune.
- Source : Statbel - Remarque: 1831 jusqu'à 1981=recensement; depuis 1990=nombre d'habitants chaque 1er janvier[8]

## Politique et administration

### Jumelages
- Dumbrava, Cluj (Roumanie) depuis 1989
- Osthofen (Allemagne)

## Vieux-Turnhoutois connus

### Nés à Vieux-Turnhout
- Micha Marah (pseudonyme d'Aldegonda Leppens), chanteuse
- Leo Proost, cycliste
- Karel Van Miert, homme politique

### Liés à Vieux-Turnhout
- Marc Dex, chanteur
- Margriet Hermans, femme politique et chanteuse
- Willy In 't Ven, cycliste
- Michael Reiziger, footballeur